# Хак, Робин
Ро́бин Хак (нем. Robin Hack; родился 27 августа 1998 года в Пфорцхайм, Германия) — немецкий футболист, полузащитник мёнхегладбахской «Боруссии».

## Клубная карьера
Хак — воспитанник клубов «Карлсруэ» и «Хоффенхайм». 1 октября 2017 года в матче против «Фрайбурга» он дебютировал во Бундеслиге в составе последнего. В этом же поединке Робин забил свой первый гол за Хоффенхайм.

## Международная карьера
В 2016 году Хак в составе юношеской сборной Германии принял участие в юношеском чемпионате Европы в Грузии. На турнире он был запасным и на поле не вышел.